# Friedrich Christoph Pelizaeus

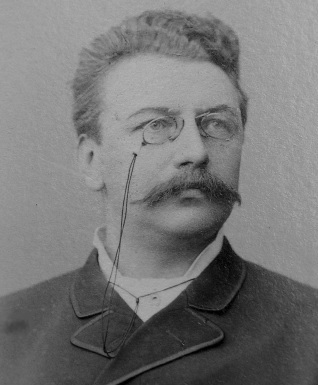
Friedrich Christoph Pelizaeus, 1900

Friedrich Christoph Pelizaeus (* 3. April 1851 in Rietberg; † 11. August 1942 in Kassel) war ein deutscher Badearzt und Neurologe sowie mit Ludwig Merzbacher Namensgeber der X-chromosomal vererbten Pelizaeus-Merzbacher-Krankheit.

## Leben
Friedrich Pelizaeus erhielt eine klassisch-humanistische Schulbildung am Königlichen Gymnasium am Burgplatz zu Essen. Bis Dezember 1874 studierte er Medizin an der Julius-Maximilians-Universität Würzburg, wo er 1873 als Coassistent unter Carl Gerhardt am Juliusspital tätig war, und wurde 1880 zum Doktor der Medizin promoviert, nachdem er zeitweilig als Assistenzarzt an der Prov. Irrenanstalt in Halle tätig war. Schließlich trat er als Assistent von (Karl Friedrich) Ferdinand Runge in dessen Wasserheilanstalt im hessischen Badeort Nassau an der Lahn ein.
Im Frühjahr 1881 wurde er als Nachfolger von Alexander Marc (1833–1907) zum ärztlichen Leiter der ersten Wasserheilanstalt in Elgersburg berufen, wo er bis 1884 blieb. Hier hob er als therapeutische Mittel neben der Hydrotherapie und Elektrizität vor allem die Massage und Heilgymnastik hervor.
Von 1884 bis 1885 leitete er das „Stahlbad und Wasserheilanstalt Augustusbad“ bei Radeberg. 1885 zog er nach Kreischa bei Dresden, um die ärztliche Leitung der dortigen Wasserheilanstalt für den erkrankten Vorgänger Hermann Hallbauer (1844–1887) zugleich als Pächter zu übernehmen. Bis 1890 blieb er zwar weiterhin Direktor der Anstalt, fand aber schon 1888 in Herm. Peter Ludwig Hufschmidt einen Nachfolger als dirigierenden Arzt. Im Jahr 1890 erwarb er die Wasserheilanstalt Bad Suderode im Harz, die er bis 1901 leitete.
Er wurde 1896 zum Sanitätsrat ernannt und feierte 1925 das Goldene Doktorjubiläum „50 Jahre im Dienst der Medizin“. Seinen Ruhestand erlebte er in Kassel, hier gehörte er dem „Verein für Naturkunde“ an.
1885 beschrieb er erstmals eine Familie mit dieser Störung der Myelinisierung des Zentralnervensystems; 1910 untersuchte er das Gehirn eines Mannes aus dieser Familie histologisch.

## Veröffentlichungen
- Ueber einige Verbesserungen an constanten Batterien. In: Berliner klin. Wschr. Nr. 19, 1885, S. 628–630.
- Ueber die heutige Stellung der Wasserheilanstalten. In: Deutsche Medizinal-Zeitung. Band 7, Nr. 39, 1886, S. 425–428.
- Ueber artificielle Neurasthenie. In: Dtsch. Med. Wschr. 17, Nr. 24, 1891, S. 776.